# Kultura języka
Kultura języka (in. kultura językowa , kultura mowy) – termin językoznawczy, w Polsce różnie definiowany na przestrzeni lat. W każdym z ujęć jest powiązany z preskryptywnym podejściem do języka. Najogólniejsza definicja Andrzeja Markowskiego brzmi: świadome i celowe posługiwanie się językiem we wszelkich sytuacjach komunikatywnych. Wyróżnia on także cztery precyzyjniejsze znaczenia tego terminu:
- Jako umiejętność mówienia i pisania zgodnie z przyjętymi w danej społeczności normami językowymi. W tym znaczeniu kultura języka jest zawsze wartościowana dodatnio. Takie podejście reprezentuje na przykład zdanie: Nauczyciele powinni dbać o kulturę języka swoich wychowanków[5].
- Jako działalność kulturalnojęzykowa (kultywacja języka[1] ). Takie znaczenie terminu ma na gruncie polskim najstarszy rodowód, ponieważ wywodzi się z drugiej połowy XIX wieku, z publikacji m.in. Fryderyka Skobla, Aleksandra Walickiego, Ludomira Szczerbowicza-Wieczora, Józefa Blizińskiego. Chociaż nie byli oni wykształconymi polonistami, to zajmowali się ustalaniem norm polszczyzny ogólnej, ich opisem i udzielaniem porad użytkownikom. Prace profesjonalnych normatywistów pojawiły się na początku XX w.: Artura Passendorfera Słowniczek błędów językowych i najważniejszych prawideł gramatycznych (1905), Antoniego Krasnowolskiego Najpospolitsze błędy językowe, zdarzające się w mowie i piśmie polskim (1902). Także w okresie dwudziestolecia międzywojennego w Polsce pojawiły się wydawnictwa, które miały za zadanie zwalczanie niezalecanych ówcześnie elementów mowy. Były to publikacje Adama Kryńskiego (Jak nie należy mówić i pisać po polsku, 1921, część druga 1931), Stanisława Szobera (Na straży języka. Szkice z zakresu poprawności i kultury języka polskiego oraz Słownik ortoepiczny – Jak mówić i pisać po polsku, 1937)[6]. Działalność popularyzatorska tego typu trwa do dziś ze względu na spore zainteresowanie Polaków kwestiami związanymi z normatywnością w języku: zadawaniem pytań o poprawne formy językowe, normatywną pisownię wyrazów itd. Współcześnie opiera się ona z zasady na wynikach badań opisowych, na podstawie których formułuje się sądy normatywne i kodyfikuje preskryptywny model języka[7].
- Jako pozytywna postawa osób wobec języka, które posługują się nim, prezentując wysoki stan wiedzy lingwistycznej oraz ugruntowaną świadomość językową.
- Nazwa dyscypliny kulturalnojęzykowej, która wyodrębniła się na gruncie zainteresowania językoznawców sprawami związanymi z normatywnością w języku. Niektórzy autorzy traktują ten termin jako synonim normatywistyki językowej, określanej również jako „językoznawstwo normatywne”[7][8]. To także przedmiot nauczania wykładany na wydziałach filologii polskiej[5]. Niekiedy mowa o tzw. standardologii[9].

Kultywacja językowa dotyczy przede wszystkim języka standardowego (literackiego) i jest blisko związana z procesami standaryzacyjnymi. Z jednej strony może przejawiać się w krytyce odstępstw od skodyfikowanego standardu, a z drugiej – ogólną promocją tolerancji dla jego wariantywności. Mimo że obie ścieżki zazwyczaj postępują równolegle (również w zależności od domen komunikacyjnych), w przypadku społeczeństw postmodernistycznych, które kładą nacisk na pluralizm i różnorodność, bardziej obiecujący wydaje się akcent na postawę drugą .
W amerykańskiej i zachodnioeuropejskiej tradycji lingwistycznej pojęcie „kultury języka” nie jest stosowane; pojawia się ono głównie w językoznawstwie krajów Europy Wschodniej, które w drugiej połowie XX w. znajdowały się pod wpływem lingwistyki radzieckiej. W literaturze anglojęzycznej terminy culture of language i language culture są nieużywane (czasami jako ekwiwalentu używa się language cultivation).

## Historia pojęcia
Termin „kultura języka” został zaproponowany przez rosyjskiego językoznawcę Grigorija Winokura w 1924. Później został przejęty przez przedstawicieli Praskiego Koła Lingwistycznego, którzy zaczęli popularyzować tę koncepcję na łamach swoich prac. Fundamentalne teksty ich programu zostały zamieszczone w wydaniu książkowym Spisovná čeština a jazyková kultura (1932). Inicjatywy normatywistyczne szkoły praskiej stanowiły odpowiedź na skrajny puryzm przedstawicieli czasopisma „Naše řeč”. 
Bohuslav Havránek rozumiał kulturę języka literackiego jako sprawowanie świadomej pieczy nad językiem literackim i jego doskonalenie, mające na celu osiągnięcie kultywacji w zakresie języka oraz kultury językowej jednostek wykorzystujących język literacki w praktyce. Współczesny autor, Zdeněk Starý, zwraca uwagę na fakt, że praska teoria kultury językowej „nie jest teorią kultury języka, lecz kultury języka literackiego”. Zauważa tym samym, że teoria szkoły praskiej nie rozpatruje całokształtu języka narodowego i nie zajmuje się odmianami niestandardowymi. Autorzy książki Jeziku je svejedno zaznaczają, że powszechne pojmowanie kultury języka jako kultury języka literackiego pozwala na normalizację ideologii języka standardowego, opartej na przekonaniu, że tylko standard jest prawidłową formą egzystencji języka.
Czeski językoznawca František Čermák traktuje kulturę języka jako postać ogólną szerzej rozumianej kultury językowej, która według jego ujęcia obejmuje także kulturę mowy, rozumianą w sposób indywidualny. Do kwestii ogólnej kultury języka, dotyczącej całej społeczności językowej, należy jego zdaniem szereg zagadnień, związanych zwykle z językiem standardowym. Mają się do nich zaliczać stopień oraz sposób stosowania norm ortoepicznych, gramatycznych, ortograficznych i stylistycznych (które mogą być formułowane w autorytatywnych poradnikach). Kultura mowy, przypisywana jednostce, ma natomiast się przejawiać w umiejętności sprawnego posługiwania się różnymi środkami z osobistego repertuaru językowego.

### Na gruncie polskim
Kwestię różnych znaczeń pojęcia „kultura języka” na gruncie polskim po raz pierwszy podjęła Halina Kurkowska w podręczniku Kultura języka polskiego, wydanym w 1971. Nadała terminowi trzy znaczenia: 1) działalność zmierzająca do udoskonalenia języka i rozwinięcia umiejętności posługiwania się nim w sposób poprawny i sprawny (...) 2) stopień umiejętności poprawnego i sprawnego używania języka (...) 3) dział językoznawstwa stosowanego. Podobnie uczynił Marian Bugajski w Językoznawstwie normatywnym (1993). Jadwiga Puzynina z kolei wymieniła tylko dwa znaczenia tego terminu (w tomie Współczesny język polski, 2001): 1) określenie związanej z językiem części ogólnej kultury społeczeństwa lub jednostki, 2) nazwa dziedziny myśli humanistycznej i działalności poświęconej kształtowaniu kultury języka w znaczeniu pierwszym. Podobnie uczynił Walery Pisarek w Encyklopedii języka polskiego (1991), a także Zygmunt Saloni w Encyklopedii językoznawstwa ogólnego (1995). Cztery znaczenia tego terminu Andrzej Markowski opublikował w tomie III Nowej encyklopedii powszechnej PWN (1995).

## Krytyka koncepcji
Koncepcja kultury języka spotykała się z głosami krytyki ze strony niektórych lingwistów.
Chorwacki językoznawca Anđel Starčević określa termin „kultura języka” jako ideologiczny eufemizm, który służy legitymizowaniu ideologii preskryptywizmu i konstruowaniu sztucznych problemów komunikacyjnych. Jako że kultura języka wiązana jest z umiejętnością operowania językiem (dialektem) standardowym i jego aktywnym wykorzystywaniem, pojęcie to może sugerować, iż posługiwanie się dialektami niestandardowymi (nieliterackimi) i niestandardowymi formami językowymi jest przejawem „niekultury językowej”, „barbarzyństwa” (takie poglądy bywają wręcz wyrażane przez autorów chorwackich). Zdaniem Starčevicia tak rozumiana koncepcja kultury języka nie ma charakteru naukowego i stanowi jedynie „zbiór ideologicznych strategii”, które propaguje się pod przykrywką nauki i dbałości o język. Do tych praktyk mają należeć: kultywowanie ideologii języka standardowego jako zdroworozsądkowego poglądu na język i promowanie dialektu standardowego (czy też jego hiperkodyfikowanej wersji) jako „obowiązkowego” kodu językowego, stygmatyzacja wielu użytkowników języka jako osób niekulturalnych i niekompetentnych przy jednoczesnej legitymizacji normatywistów jako uprzywilejowanej grupy kontrolującej produkcję językową i promującej ideologie językowe pod postacią prawd naukowych. Na podobne aspekty kultury języka, związane z postrzeganiem normatywności jako odpowiedzialności moralno-kulturalnej, zwraca uwagę również litewski lingwista Giedrius Subačius.
Loreta Vaicekauskienė pisze, że kultura językowa na gruncie litewskim propaguje przednaukowe podejście do języka, właściwe dla gramatyki normatywnej i ideologicznych wyobrażeń XIX-wiecznego językoznawstwa historycznego. Praktyka ta, umożliwiająca kontrolę społeczeństwa, jest realizowana pod pozorem nauki: do jej uzasadniania stosuje się alibi w formie teorii lingwistycznej (założeń językoznawstwa strukturalnego). Zdaniem autorki litewska kultura językowa nastawiona jest na konstruowanie preskryptywnego ideału języka i próby podporządkowania mu faktycznej praktyki językowej. Dochodzi tutaj do sytuacji, w której wiedza naukowa służy jako narzędzie do legitymizacji wcześniej przyjętych praktyk.